# Rio Paratari
O rio Paratari é um curso de água do estado do Acre, Brasil. 